# Future
Future (n. 20 noiembrie 1983, Atlanta, Georgia, SUA) este un rapper, cântăreț, și producător muzical american din Atlanta, Georgia.